# Beinta Broberg
Beinta Kristina Broberg (dánul: Bente Christine Broberg) (Tórshavn, 1667 k. – 1752. február 17.) a Jørgen-Frantz Jacobsen Barbara nevű regényalakját ihlető valós személy, ezzel az egyik legismertebb feröeri nő.

## Élete
1667-ben született Tórshavnban Peder Sørensen Broberg (?-1695) és Birgitte Marie Jensdatter Bøgvad (?-1715) gyermekeként; szülei mindketten dánok voltak. Ő maga háromszor házasodott:
1. 1695 körül Jónas Jónasen (1660 k. - 1700 k.) lelkésszel, aki Dániából származott, és Norðoyar lelkésze volt Viðareiði székhellyel.
2. 1702 körül Niels Gregersen Aagaard (1672 - 1706. április 18.) lelkésszel, aki amikor megérkezett Dániából Feröerre, Beintával a vágari Miðvágurba költözött. Itt ma is áll a Kálvalíð nevű ház, ahol éltek; jelenleg helytörténeti gyűjtemény működik benne.[1]
3. 1706 körül Peder Ditlevsen Arhboe (1675. november 23. - 1756. január 7.) lelkésszel, Aagaard utódjával a vágari egyházközségben. 1718-ban felfüggesztették állásából, mivel többször összetűzésbe került a helyiekkel.

## Emléke
A feröeri hagyományban Beinta Broberg egyfajta femme fatale. A helyiek Illa Beinta (gonosz Beinta) néven említik, mivel első két férje haláláért és harmadik férje feltételezett mentális betegségéért őt tették felelőssé. Ráadásul mindhárom férje lelkész volt, ami nem csak mondákhoz, de két regényhez és az addigi legdrágább dán játékfilmhez is kellő inspirációt szolgáltatott:
- 1927-ben írta meg Hans Andrias Djurhuus Beinta című novelláját (feröeri nyelven).
- Fiatalabb pályatársa, a dán nyelven író Jørgen-Frantz Jacobsen szintén megragadta a témát, és saját beteljesületlen szerelmére, Barbarára vetítette rá. A Barbara című regény csak egy évvel a 38 évesen elhunyt író halála után jelent meg, azóta számos nyelvre lefordították.
- Nils Malmros dán orvost és filmrendezőt már fiatal korában lenyűgözte a regény. Maga is Feröerre költözött, hogy a tórshavni kórház orvosaként megismerkedjen az országgal, mielőtt 1996-ban leforgatta a Barbara című filmet, amelyet 1997-ben mutattak be az Észak Házában. Már 1961-ben is megfilmesítették a történetet, de a német produkció meglehetősen szabadon kezelte a regényt.

## Fordítás
- Ez a szócikk részben vagy egészben a Beinta Broberg című német Wikipédia-szócikk ezen változatának fordításán alapul.  Az eredeti cikk szerkesztőit annak laptörténete sorolja fel. Ez a jelzés csupán a megfogalmazás eredetét és a szerzői jogokat jelzi, nem szolgál a cikkben szereplő információk forrásmegjelöléseként.